# Чемпіонат Італії з футболу 1945–1946
Сезон 1945-46 у чемпіонаті Італії з футболу з політичних причин проводився у 2 етапи — спочатку відбувалися турніри окремо у Північній (т.зв. Верхній) Італії та в Центральній і Південній Італії, а згодом було проведено фінальний турнір, чемпіонський титул у якому розіграли по 4 найкращих команди з кожного з цих регіональних турнірів. Чемпіонат цього сезону також відомий як Серія A-B, оскільки до участі в турнірі у Центральній та Південній Італії за браком у регіоні клубів вищого дивізіону було допущено низку команд із Серії B.
Сезон офіційно визнаний Італійською федерацією футболу, тому його переможець, клуб «Торіно», враховує цю перемогу в переліку завойованих «скудетто» футбольного чемпіона Італії. «Торіно» захистив чемпіонський титул, здобутий у сезоні 1942-43, останньому на той час офіційному футбольному турнірі Італії.
| Чемпіон Італії 1945/46 |
| ---------------------- |
| «Торіно» 3-й титул     |

## Чемпіонат Верхньої Італії 1945-46
Підсумкова турнірна таблиця:
|  |     | Чемпіонат Верхньої Італії 1945-46 | О  | І  | В  | Н  | П  | М+ | М- |
|  | --- | --------------------------------- | -- | -- | -- | -- | -- | -- | -- |
|  | 1.  | «Торіно»                          | 42 | 26 | 19 | 4  | 3  | 65 | 18 |
|  | 2.  | «Інтернаціонале»                  | 39 | 26 | 17 | 5  | 4  | 52 | 21 |
|  | 3.  | «Ювентус»                         | 35 | 26 | 13 | 9  | 4  | 52 | 23 |
|  | 4.  | «Мілан»                           | 30 | 26 | 12 | 6  | 8  | 38 | 36 |
|  | 5.  | «Брешія»                          | 30 | 26 | 12 | 6  | 8  | 38 | 33 |
|  | 6.  | «Модена»                          | 26 | 26 | 8  | 10 | 8  | 24 | 22 |
|  | 6.  | «Болонья»                         | 26 | 26 | 11 | 4  | 11 | 30 | 33 |
|  | 8.  | «Трієстіна»                       | 23 | 26 | 8  | 7  | 11 | 23 | 32 |
|  | 9.  | «Аталанта»                        | 21 | 26 | 7  | 7  | 12 | 21 | 28 |
|  | 9.  | «Андреа Доріа»                    | 21 | 26 | 7  | 7  | 12 | 25 | 35 |
|  | 11. | «Віченца»                         | 20 | 26 | 8  | 4  | 14 | 28 | 38 |
|  | 12. | «Дженоа»                          | 19 | 26 | 6  | 7  | 13 | 21 | 46 |
|  | 13. | «Венеція»                         | 17 | 26 | 4  | 9  | 13 | 19 | 37 |
|  | 14. | «Самп'єрдаренезе»                 | 15 | 26 | 5  | 5  | 16 | 19 | 53 |

Плей-оф:
| Команда 1 | Рахунок | Команда 2 |
| --------- | ------- | --------- |
| «Брешія»  | 1-1     | «Мілан»   |

Перегравання
| Команда 1 | Рахунок | Команда 2 |
| --------- | ------- | --------- |
| «Брешія»  | 1-2     | «Мілан»   |

Найрезультативніші гравці групи:
15 — Гульєльмо Габетто («Торіно»).
13 — Джузеппе Бальдіні («Андреа Доріа»), Романо Пенцо («Інтер»).
11 — Енріко Кандіані («Інтер»), Аредіо Джимона («Мілан»), Еціо Лоїк («Торіно»), Валентіно Маццола («Торіно»), Етторе Пурічеллі («Мілан»).
10 — Камілло Акіллі («Інтер»), Сільвіо Піола («Ювентус»).

## Чемпіонат Центральної і Південної Італії 1945-46
Підсумкова турнірна таблиця:
|  |     | Чемпіонат Центральної і Південної Італії 1945-46 | О  | І  | В  | Н | П  | М+ | М- |
|  | --- | ------------------------------------------------ | -- | -- | -- | - | -- | -- | -- |
|  | 1.  | «Наполі»                                         | 28 | 20 | 11 | 6 | 3  | 28 | 10 |
|  | 1.  | «Барі»                                           | 28 | 20 | 13 | 2 | 5  | 31 | 21 |
|  | 3.  | «Рома»                                           | 27 | 20 | 10 | 7 | 3  | 28 | 17 |
|  | 4.  | «Про Ліворно»                                    | 26 | 20 | 10 | 6 | 4  | 30 | 15 |
|  | 5.  | «Фіорентіна»                                     | 23 | 20 | 10 | 3 | 7  | 32 | 16 |
|  | 6.  | «Пескара»                                        | 18 | 20 | 6  | 6 | 8  | 27 | 26 |
|  | 7.  | «Лаціо»                                          | 17 | 20 | 6  | 5 | 9  | 19 | 19 |
|  | 7.  | «Палермо»                                        | 17 | 20 | 6  | 5 | 9  | 16 | 23 |
|  | 9.  | «Салернітана»                                    | 14 | 20 | 5  | 4 | 11 | 20 | 32 |
|  | 10. | «Сієна»                                          | 13 | 20 | 2  | 9 | 9  | 13 | 36 |
|  | 11. | «Анконітана»                                     | 9  | 20 | 3  | 3 | 14 | 12 | 41 |
|  |     |                                                  |    |    |    |   |    |    |    |

Найрезультативніші гравці групи:
13 — Данте Ді Бенедетті («Барі»).
12 — Маріо Грітті («Фіорентіна»).
11 — Енгельберт Коніг («Лаціо»).
10 — Маріо Тонтодонаті («Пескара»).

## Фінальний турнір
Підсумкова турнірна таблиця:
|                |    | Національна першість 1945-45 | О  | І  | В  | Н | П  | М+ | М- |
| -------------- | -- | ---------------------------- | -- | -- | -- | - | -- | -- | -- |
| Чемпіон Італії | 1. | «Торіно»                     | 22 | 14 | 11 | 0 | 3  | 43 | 14 |
|                | 2. | «Ювентус»                    | 21 | 14 | 9  | 3 | 2  | 31 | 8  |
|                | 3. | «Мілан»                      | 16 | 14 | 7  | 2 | 5  | 25 | 16 |
|                | 4. | «Інтернаціонале»             | 14 | 14 | 6  | 2 | 6  | 20 | 16 |
|                | 5. | «Наполі»                     | 13 | 14 | 5  | 3 | 6  | 19 | 27 |
|                | 6. | «Рома»                       | 11 | 14 | 4  | 3 | 7  | 16 | 22 |
|                | 7. | «Про Ліворно»                | 10 | 14 | 4  | 2 | 8  | 13 | 35 |
|                | 8. | «Барі»                       | 5  | 14 | 1  | 3 | 10 | 6  | 35 |
|                |    |                              |    |    |    |   |    |    |    |

Склад чемпіонів: воротар — Валеріо Бачігалупо (40 матчів); польові гравці — Альдо Балларін (39, 2 голи), Вірджиліо Марозо (35), Сержіо П'ячентіні (10); Джузеппе Грецар (35, 4), Маріо Рігамонті (36), Еусебіо Кастільяно (39, 19), Альфонсо Сантаджуліана (16, 1); Франко Оссола (30, 11), Еціо Лоїк (39, 16), Гульєльмо Габетто (35, 22), Валентіно Маццола (35, 16), П'єтро Ферраріс (38, 12), Оресте Гваральдо (11, 2), Адріано Дзекка (2). Тренер — Луїджі Ферреро.
Найрезультативніші гравці фінальної групи:
13 — Еусебіо Кастільяно («Торіно»).
8 — Карло Барб'єрі («Наполі»).
7 — Амедео Амадеї («Рома»), Гульєльмо Габетто («Торіно»).
6 — Енріко Кандіані («Інтер»), Сільвіо Піола («Ювентус»).
5 — Карло Анновацці («Мілан»), Аредіо Джимона («Мілан»), Наїм Крієзіу («Рома»); Еціо Лоїк («Торіно»), Валентіно Маццола («Торіно»), Косімо Мучі («Інтер»), Романо Пенцо («Інтер»), П'єтро Рава («Ювентус»), Вітторіо Сентіменті («Ювентус»).